# Kesznyéten
Kesznyéten község Borsod-Abaúj-Zemplén vármegyében, a Tiszaújvárosi járásban.

## Fekvése
Miskolctól közúton körülbelül 40 kilométerre délkeletre található. Közelében folyik a Sajóba a Takta patak és a Hernádból a Bőcs és Kesznyéten közti, az erőmű miatt létrehozott üzemvízcsatorna.
Csak közúton közelíthető meg, nyugat felől, Kiscsécs érintésével a 3607-es, északról, Tiszalúc térsége felől a 3613-as úton, illetve Sajóörös érintésével, a 35-ös főútból Sajószögeden kiágazó 36 107-es számú mellékúton.

## Története
A település első ismert okleveles említése a 15. század elejéről származik, akkor a Czudar család birtoka volt. 1440-ben a Czudarok Kesznyétent a Rozgonyiaknak zálogosították el, később pedig a Báthoryaké lett. A török hódoltság alatt elpusztult, legalábbis 1567-ben a törökök által elpusztított községek között említették. 1580-ban a település birtokosa Ruszkai Dobó Ferenc volt, egy 1598-as összeírás pedig már Rákóczi Zsigmondot említi birtokosaként. 1711-ben a falu a Rákóczyak többi birtokával együtt a királyi kamaráé lett. 1730-ban Kesznyéten birtokosai Szirmay Tamás és Fáy Gábor voltak.
1760-ban gróf Török József birtoka volt, 1774-ben pedig már az Almásy család is jogot formált hozzá. Később a birtok nagyobb része a gróf Aspremontoké, majd pedig a gróf Erdődyeké lett, a 20. század elején pedig gróf Erdődy György lett a nagyobb birtokosa.
1887-ben nagy tűzvész pusztított a településen, melyben 104 ház égett le. A 20. század elején Zemplén vármegye Szerencsi járásához tartozott. 1910-ben 1470 magyar lakosa volt; ebből 166 római katolikus, 1248 református, 34 izraelita volt. 
A falu közelében fekszik Kisabony tanya, mely egykor önálló község volt Abony néven. A két világháború közti korszakban Kesznyétenen boldogfai boldogfai Farkas Endre vezérkari őrnagy és felesége Lenz Klára 422 kataszteri holdas birtokot vásároltak gróf Andrássy Sándortól, amelyet a tiszadobi 1 154 kataszteri holdas birtokkal együtt összesen egy 1 576 kh-as uradalomként kezeltek. Farkas Endréné Lenz Klára apja, Lenz József kereskedelmi tanácsos, nyékládházi földbirtokos, nagykereskedő, Kesznyétenen szintén vásárolt saját magának 935 kataszteri holdas földbirtokot.

### Abony
IV. Béla idején Abony és Felső-Abony néven két községről maradtak fenn adatok. A két Abony nevű települést IV. Béla Leustach fiainak: Mihálynak és Miklósnak adományozza. 1514-ben Szemerei Kelemen visegrádi várnagy volt Abony földesura, ki Sisári Bálinttal ellenségeskedésben élvén, az utóbbi, parasztlázadókkal szövetkezve, a falut megrohanta, kirabolta és felgyújtotta. 1415-ben a két Abonynak a Czudar család is birtokosa volt. 1598-ban Serjéni Mihály és Rákóczi Zsigmond birtoka volt. Ekkor a török hódoltsághoz tartozott. Valószínű, hogy ez idő tájt szűnt meg község lenni.

## Közélete

### Polgármesterei
| Név        | Párt      | Terminus  | Megjegyzés / Források |
| ---------- | --------- | --------- | --- |
| Topa Lajos | független | 1990–1994 | Az 1990-es polgármester-választásról a Nemzeti Választási Iroda publikus nyilvántartása alapján csak annak végeredménye állapítható meg. |
| Kecső Imre | független | 1994-     | Az 1994-es választási eredmények: |
| Kecső Imre | független | 1994-     | Az 1998-as választási eredmények: |
| Kecső Imre | független | 1994-     | A 2002-es választási eredmények: |
| Kecső Imre | független | 1994-     | A 2006-os választási eredmények: |
| Kecső Imre | független | 1994-     | A 2010-es választási eredmények: |
| Kecső Imre | független | 1994-     | A 2014-es választási eredmények: |
| Kecső Imre | független | 1994-     | A 2019-es választási eredmények: |
| Kecső Imre | független | 1994-     | A 2024-es választási eredmények: |

## Népesség
A település népességének változása:
| Lakosok száma | 1845 | 1804 | 1800 | 1717 | 1829 | 1847 | 1844 |
|               | 2013 | 2014 | 2015 | 2021 | 2022 | 2023 | 2024 |

### Népességi adatok 1870-től[11]
- 1870 : 1154 fő
- 1880 : 1206 fő
- 1890 : 1326 fő
- 1900 : 1342 fő
- 1910 : 1470 fő
- 1920 : 1424 fő
- 1930 : 1573 fő
- 1941 : 1773 fő
- 1949 : 1799 fő
- 1960 : 1874 fő
- 1970 : 1816 fő
- 1980 : 1787 fő
- 1990 : 1713 fő
- 2001 : 1854 fő
- 2011 : 1863 fő
- 2015 : 1800 fő
- 2017 : 1838 fő
- 2018 : 1797 fő
- 2019 : 1818 fő

Népesség éves %-os változása:
- 1870-1880 : +0.44 %/év
- 1880-1890 : +0.95 %/év
- 1890-1900 : +0.12 %/év
- 1900-1910 : +0.92 %/év
- 1910-1920 : -0.32 %/év
- 1920-1930 : +1 %/év
- 1930-1941 : +1.09 %/év
- 1941-1949 : +0.18 %/év
- 1949-1960 : +0.37 %/év
- 1960-1970 : -0.31 %/év
- 1970-1980 : -0.16 %/év
- 1980-1990 : -0.42 %/év
- 1990-2001 : +0.72 %/év
- 2001-2011 : +0.05 %/év
- 2011-2015 : -0.86 %/év
- 2015-2017 : +1.05 %/év
- 2017-2018 : -2.23 %/év
- 2018-2019 : +1.17 %/év

### Népcsoportok
2001-ben a település lakosságának 55%-a magyar, 45%-a cigány nemzetiségűnek vallotta magát.
A 2011-es népszámlálás során a lakosok 92,9%-a magyarnak, 26,7% cigánynak, 0,5% németnek, 0,2% románnak mondta magát (7,1% nem nyilatkozott; a kettős identitások miatt a végösszeg nagyobb lehet 100%-nál). A vallási megoszlás a következő volt: római katolikus 17,9%, református 43,8%, görögkatolikus 3,5%, felekezeten kívüli 14,2% (19,5% nem válaszolt).
2022-ben a lakosság 91,9%-a vallotta magát magyarnak, 15,3% cigánynak, 0,1% szlováknak, 0,1% horvátnak, 0,1% románnak, 0,5% egyéb, nem hazai nemzetiségűnek (8,1% nem nyilatkozott; a kettős identitások miatt a végösszeg nagyobb lehet 100%-nál). Vallásuk szerint 11,6% volt római katolikus, 32,1% református, 5,3% egyéb katolikus, 4,3% görög katolikus, 0,5% egyéb keresztény, 0,1% ortodox, 14,4% felekezeten kívüli (31,7% nem válaszolt).

## A református templom története
Az 1595-ben fennállt református templomot 1652-ig használták. Akkor új templomot építettek, amit 1793-ig használtak. 

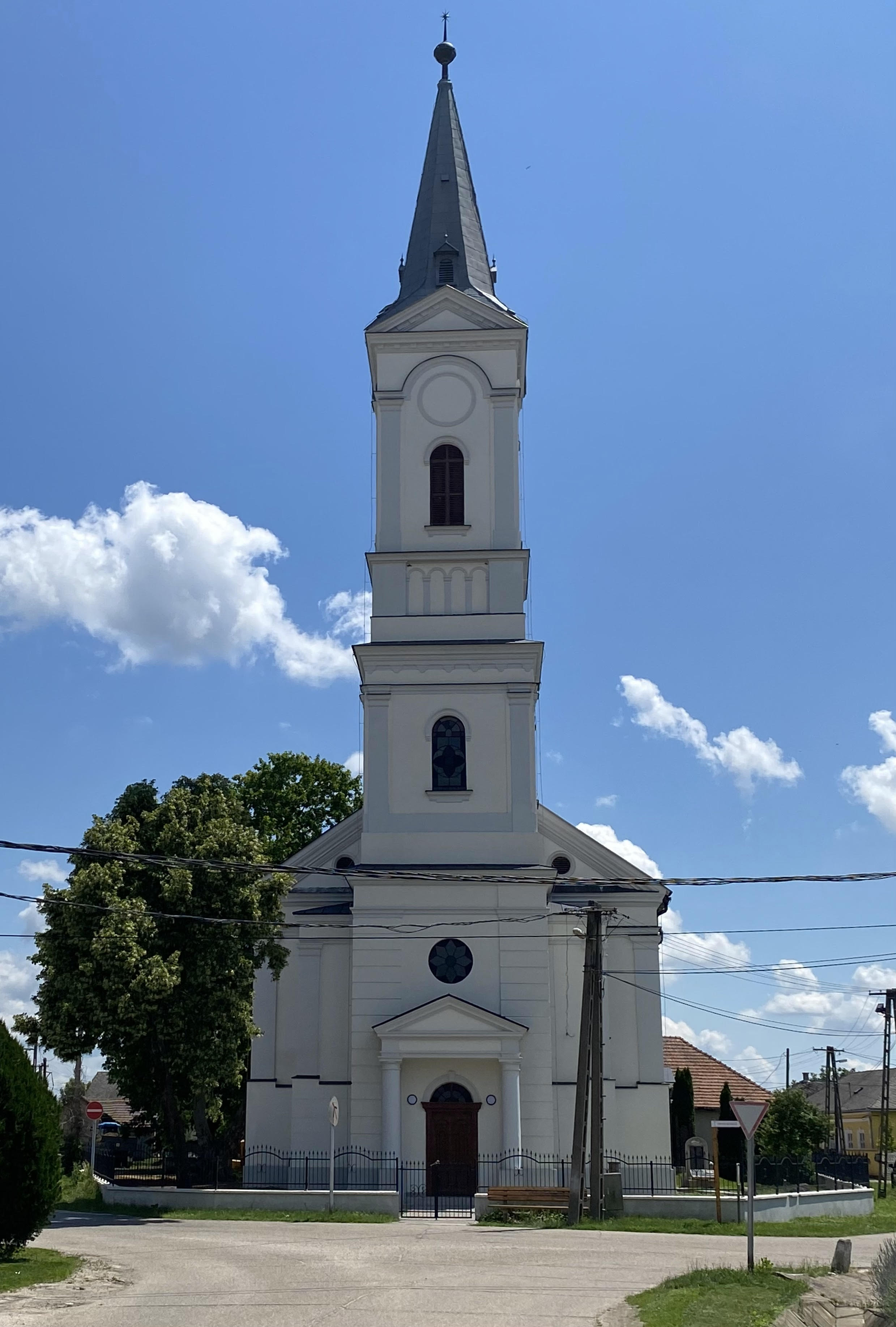
A Kesznyéteni Református templom, 2020. június 24-én. A kép készítője: Irhás Martin

A régi templom lebontása után, 1793-1800 között felépítették a harmadik templomot. 
Mikor ez is alkalmatlan lett, lebontották, és a helyére építették a mai, neoklasszicista stílusú negyedik templomot 1908-ban. Északi homlokzat előtt áll a 43 m magas tornya. A belső mennyezete gerendakazettás, vakolt. A régebbi templomokat temető vette körül, melyet a XVIII. század végén költöztettek ki a folyó közelébe. A szószéktől jobbra látható az I. világháborús emléktábla.
Az 560 kg-os (102 cm) harangot Seltenhofer Frigyes öntötte Sopronban, felirata: „Az élőket hívogatom, a holtakat elsiratom! Vajha ne lenne pusztába kiáltónak szava az én hangom. A világháború siralmas idején ágyúnak elrekvirált testvérei helyett öntette a kesznyéteni közbirtokosság és református egyház gazdagja, szegénye, fiatalja, vénje, Isten dicsőségére az Úrnak 1922-ik esztendejében.” A 150 kg-os (68 cm) felirata: „A sajókesznyéteni reformata szent ecclésia a maga költségén öntette. Goss mich Johan Jusztel in Erlau,1802.”
A kesznyéteni református templom 72 ezer koronába került, ami akkoriban 1000 tehén ára volt. A templom kis harangja 150 kg, míg a nagy harangja 560 kg. 
A 2010-es évekre meglehetősen leromlott az állapota, így 2017-ben a felújítása mellett döntöttek, és 2017 vége felé neki is szerettek volna látni a beruházásnak, de a munkakezdést akadályozta az elegendő mennyiségű pénz hiánya.  
A munkálatokat végül 2018 elején kezdték meg. 2020 júniusában már készen áll használatra a református templom. A templomot valamikor augusztusban tervezik átadni.

## Az Árpád-házi Szent Erzsébet templom története

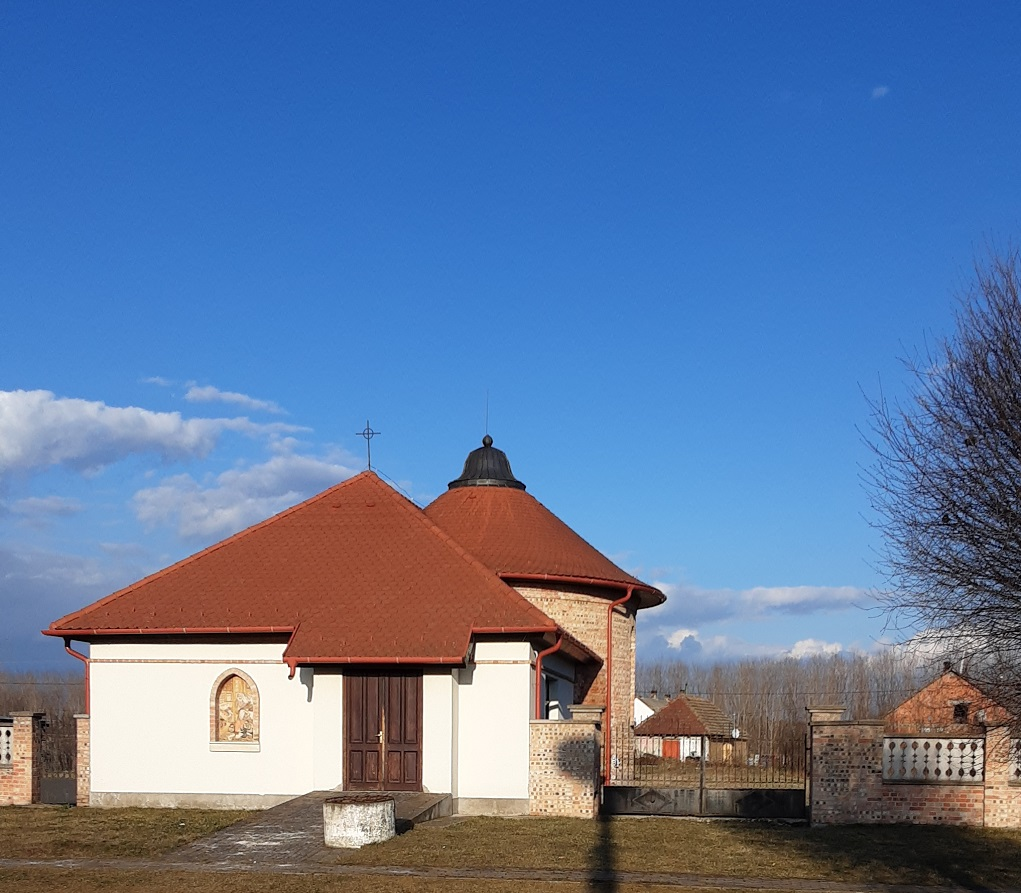
A Kesznyéteni Római Katolikus templom és közösségi ház, 2020. február 27-én. A kép készítője: Irhás Martin

A római katolikus templomot, melyet Árpád-házi Szent Erzsébetről neveztek el, 2009. október 24-én szentelte fel Ternyák Csaba egri érsek. A település központjában biztosított telket az építkezéshez az önkormányzat, és Kuklay Antal kanonok, körömi plébános szervezésében, belga építőipari szakközépiskolások önkéntes munkájával, továbbá a helyi hívek és az érsekség anyagi támogatásával készült el az új templom.

## Látnivalók a településen
- Kesznyéteni Tájvédelmi Körzet
- Református templom, ami 1908-ban épült
- Katolikus templom és közösségi ház amit 2009-ben szenteltek fel.
- Vízerőmű a Hernád folyóból kivezető csatornán
- A falu területén 1984-ben ókori szkíta sírokat találtak.
- Szamárháti Látogatóközpont